# Chất dẫn truyền thần kinh
Chất dẫn truyền thần kinh là các chất hóa học nội sinh dẫn truyền các tín hiệu từ một nơron đến một tế bào đích qua một xi-náp. Các chất dẫn truyền thần kinh được đóng gói trong các cúc xi-náp tập trung thành nhóm nằm dưới màng của đầu tận cùng sợi trục, ở vùng trước xi-náp. Chúng được giải phóng vào và khuếch tán qua khe xi-náp, nơi chúng gắn vào các thụ thể chuyên biệt nằm trên màng sau xi-náp. Sự giải phóng của các chất dẫn truyền thần kinh thường theo sau một điện thế hoạt động được truyền đến xi-náp, nhưng cũng có thể theo sau một điện thế chọn lọc. Sự giải phóng ở mức độ thấp cũng xảy ra ngay cả khi không có kích thích điện. Các chất dẫn truyền thần kinh được tổng hợp từ nhiều tiền chất đơn giản, như các amino acid, có rất nhiều trong thức ăn và chỉ cần một số ít các phản ứng sinh tổng hợp để chuyển hóa thành các chất dẫn truyền thần kinh.

## Phát hiện
Cho đến đầu thế kỉ 20, các nhà khoa học vẫn cho rằng phần lớn sự liên lạc giữa các xi-náp trong não là do điện. Tuy nhiên, Ramón y Cajal (1852–1934) nhờ sự khảo sát mô học kĩ càng đã phát hiện ra giữa các nơ-ron có một khe hở rộng từ 20 đến 40 nm, mà ngày nay chúng ta gọi là khe xi-náp. Sự tồn tại của khe hở này dẫn đến suy đoán rằng sự liên lạc giữa các xi-náp diễn ra là do các tín hiệu hóa học được truyền qua khe xi-náp, và vào năm 1921 nhà dược lý học người Đức Otto Loewi (1873–1961) xác nhận rằng các nơ-ron có thể liên lạc với nhau bằng cách giải phóng các chất hóa học. Qua một chuỗi các thí nghiệm trên dây thần kinh phế vị (dây thần kinh lang thang) của ếch, Loewi đã làm chậm nhịp tim của ếch bằng cách kiểm soát lượng dung dịch muối hòa tan có mặt xung quanh dây thần kinh phế vị. Trong quá trình hoàn thành thí nghiệm trên, Loewi đã khẳng định rằng sự điều hòa hoạt động của tim của hệ thần kinh giao cảm có thể được thay thế bằng sự thay đổi nồng độ các chất hóa học. Ngoài ra, Otto Loewi được xem là người đã phát hiện ra acetylcholine (ACh)—chất dẫn truyền thần kinh đầu tiên được phát hiện. Tuy nhiên, một vài nơ-ron thì liên lạc với nhau qua các xi-náp điện được thông nối với nhau qua các khe tiếp hợp (gap junction), cho phép các ion nhất định khuếch tán trực tiếp từ tế bào này qua tế bào khác.

## Xác định một chất dẫn truyền thần kinh
Việc xác định bản chất hóa học của một chất dẫn truyền thần kinh thường khó thực hiện bằng các thí nghiệm. Ví dụ, ta có thể dùng một kính hiển vi điện tử để nhận dạng cúc xi-náp nằm ở vùng trước xi-náp, nhưng không dễ để nhận ra chất hóa học được đóng gói trong đó. Khó khăn này đã dẫn đến nhiều cuộc tranh cãi xem một chất có phải là chất dẫn truyền thần kinh hay không. Với nỗ lực dàn xếp các cuộc tranh cãi này, các nhà hóa học thần kinh đã thiết lập các quy tắc dễ áp dụng trên thực nghiệm. Theo những gì mà người ta tin trong những năm 1960, một chất hóa học được xem là một chất dẫn truyền thần kinh nếu chúng thỏa mãn các điều kiện sau:
- Có các tiền chất hoặc/và các enzym tổng hợp của chất đó trên vùng trước xi-náp của xi-náp.
- Chất đó có mặt trong thành phần của vùng trước xi-náp.
- Chất đó có mặt trong nơ-ron trước xi-náp với một lượng đủ để tác động lên nơ-ron sau xi-náp.
- Có các thụ thể của chất đó nằm ở vùng sau xi-náp.
- Có một cơ chế hóa sinh để làm bất hoạt chất đó.

Các tiến bộ trong dược lý học, di truyền học, và giải phẫu học thần kinh hóa học đã làm giảm đi rất nhiều sự quan trọng của các quy tắc trên. Các thí nghiệm mà trong những năm 1960 phải mất nhiều năm mới hoàn thành thì ngày nay có thể được làm xong trong vài tháng, với độ chính xác cao hơn rất nhiều. Do đó, vào ngày nay, việc xác định một chất hóa học có phải là chất dẫn truyền thần kinh hay không rất hiếm khi là một đề tài tranh cãi trong một quãng thời gian dài.

## Phân loại
Có nhiều cách phân loại chất dẫn truyền thần kinh. Cách phân loại phổ biến là chia ra làm các amino acid, các peptide, và các monoamin.
Các nhóm lớn của chất dẫn truyền thần kinh:
- Các amino acid: glutamat,[3] aspartat, D-serin, axit gamma-aminobutyric (GABA), glycin
- Các monoamin và các amin sinh học khác: dopamin (DA), norepinephrin (noradrenalin; NE, NA), epinephrin (adrenalin), histamin, serotonin (SE, 5-HT)
- Các peptid: somatostatin, chất P, các peptid opioid
- Các chất khác: acetylcholin (ACh), adenosin, anandamid, nitric oxid, v.v

Ngoài ra, trên 50 peptid có hoạt tính thần kinh đã được phát hiện, và số lượng trên vẫn còn tiếp tục tăng. Trong đó nhiều chất được giải phóng đồng thời với một chất dẫn truyền tiểu phân tử, nhưng trong phân lớn các trường hợp, peptid mới là chất dẫn truyền chính tại xi-náp. Beta-endorphin là một chất dẫn truyền thần kinh đặc trưng, nó tham gia vào các phản ứng có tính đặc hiệu cao với các thụ thể opioid trong hệ thần kinh trung ương.
Các ion đơn nguyên tử, như kẽm được giải phóng từ xi-náp, đôi khi cũng được xem là chất dẫn truyền thần kinh, cũng giống như các phân tử khí như nitric oxid (NO), hydro sulfur (H2S), và carbon monoxid (CO). Các chất trên không phải là các chất dẫn truyền thần kinh nếu được xem xét khắt khe dựa trên định nghĩa, do chúng được chứng minh trong thực nghiệm là được giải phóng từ đầu tận cùng sợi trục một cách chủ động, nhưng chúng không được đóng gói trong các túi. 
Chất dẫn truyền phổ biến nhất là glutamat, là một chất kích thích tại hơn 90% các xi-náp trong bộ não người. Đứng thứ hai là GABA, là chất ức chế tại hơn 90% các xi-náp không dùng glutamat làm chất dẫn truyền. Mặc dù các chất dẫn truyền khác có mặt tại các xi-náp ít hơn, chúng có thể co chức năng rất quan trọng—phần lớn các thuốc có tác đông đến tâm thần (psychoactive drug) phát huy tác dụng bằng cách thay đổi các hoạt động của một vài hệ thống các chất dẫn truyền thần kinh, thường là tác động qua các chất dẫn truyền khác glutamat và GABA. Các thuốc gây nghiện (additive drug) như cocain và amphetamin phát huy tác dụng của chúng chủ yếu lên hệ dopamin. Các thuốc gây nghiện họ opiate phát huy tác dụng của chúng tương tự như các peptid opioid, tức là tham gia điều hòa lượng dopamin.

### Chất kích thích và chất ức chế
Một chất dẫn truyền thần kinh có tác dụng trực tiếp duy nhất là kích hoạt một hoặc nhiều loại thụ thể. Tác dụng này lên tế bào sau xi-náp phần lớn phụ thuộc vào loại thụ thể chịu tác dụng. Các thụ thể quan trọng nhất của một số chất dẫn truyền thần kinh (như glutamat) chỉ có tác dụng kích thích, làm tăng khả năng làm cho tế bào đích phát ra một điện thế hoạt động. Các thụ thể quan trọng nhất của các chất dẫn truyền thần kinh khác (như GABA) chỉ có tác dụng ức chế (mặc dù có bằng chứng cho thấy GABA có tác dụng kích thích trong giai đoạn phát triển sớm của não). Các chất dẫn truyền thần kinh khác, như acetylcholin, vừa có thụ thể kích thích vừa có thụ thể ức chế; và có một số loại thụ thể gây ra các tác động lên tế bào sau xi-náp để hoạt hóa các con đường chuyển hóa phức tạp mà không rõ có tác động kích thích hay ức chế. Do đó, việc phân loại một chất dẫn truyền thần kinh là kích thích hay ức chế thì quá đơn giản—tuy nhiên lại thuận tiện khi nói rằng glutamat có tác dụng kích thích còn GABA có tác dụng ức chế, nên cách phân loại này rất hay được sử dụng.